# Crani de Hofmeyr
El Crani de Hofmeyr, o Hofmeyr 1'', és un crani fòssil d'Homo sapiens amb una antiguitat estimada d'uns 36.600 anys. El va trobar en un jaciment proper a la ciutat sud-africana de Hofmeyr un equip dirigit per Frederick E. Grine el 1952.
La primera descripció del crani la feu Grine et al. el 2007.
El crani de Hofmeyr conserva trets arcaics com ara l'arc superciliar, contemporani de l'expansió africana a Euràsia. Aquest fòssil ha sofert danys des del seu descobriment.